# Cachaço (Amapá)
Cachaço ist ein Distrikt der brasilianischen Município Serra do Navio im Bundesstaat Amapá. Der Ortsteil erstreckt sich entlang des Rio Amapá, südlich des Hauptortes.

## Geschichte
Cachaço wurde während des Goldrauschs Ende des 19. Jahrhunderts von Goldsuchern gegründet. Das Dorf wurde nach dem Zuckerrohr-Schnaps Cachaça benannt. Cachaço wurde erst 2001 Distrikt von Serra do Navio. Im 21. Jahrhundert führte die Entdeckung von Gold im benachbarten Pedra Branca do Amapari zur Rückkehr von Garimpeiros (Goldsuchern).

## Infrastruktur
Cachaço hat eine Schule, ein Gesundheitszentrum und eine Polizeistation. Das Dorf ist an die Hauptstraße BR-210 angebunden.

## Klima
Das Klima ist tropisch, nach der Klimaklassifikation nach Köppen und Geiger mit der Bezeichnung  Am.